# Campeonato Paulista de Basquete Feminino
O Campeonato Paulista de Basquete Feminino é uma competição disputada anualmente por equipes de basquete feminino envolvendo equipes do estado de São Paulo.

## Campeões do Estado

### Títulos por equipe
| Clube                    | Cidade              | Títulos                                       |
| ------------------------ | ------------------- | --------------------------------------------- |
| Ourinhos                 | Ourinhos            | 7 (2000, 2002, 2004, 2005, 2006, 2007 e 2009) |
| Americana                | Americana           | 7 (2001, 2003, 2010, 2012, 2013, 2014 e 2015) |
| São Caetano              | São Caetano do Sul  | 6 (1968, 1969, 1970, 1971, 1972 e 1973)       |
| XV de Novembro           | Piracicaba          | 5 (1959, 1961, 1962, 1964 e 1966)             |
| Unimep                   | Piracicaba          | 5 (1981, 1984, 1985, 1986 e 1994)             |
| Santo André              | Santo André         | 5 (1995, 2011, 2016, 2017 e 2018)             |
| Higienópolis             | Catanduva           | 4 (1977, 1978, 1979 e 1980)                   |
| Minercal                 | Sorocaba            | 4 (1987, 1988, 1989 e 1990)                   |
| Sesi Araraquara Basquete | Araraquara          | 3 (2021, 2022 e 2023)                         |
| Corinthians              | São Paulo           | 3 (1958, 1963 e 2015)                         |
| Pirelli                  | Santo André         | 3 (1965, 1974 e 1975)                         |
| Prudentina               | Presidente Prudente | 2 (1982 e 1983)                               |
| Ponte Preta              | Campinas            | 2 (1992 e 1993)                               |
| Vera Cruz                | Campinas            | 2 (2019 e 2020)                               |
| BCN Osasco               | Osasco              | 2 (1997 e 1998)                               |
| Votorantin               | Votorantim          | 1 (1957)                                      |
| Monte Alegre             | São Caetano do Sul  | 1 (1967)                                      |
| Fundação                 | São Caetano do Sul  | 1 (1976)                                      |
| Constecca/Sedox          | Sorocaba            | 1 (1991)                                      |
| Microcamp                | Campinas            | 1 (1996)                                      |
| Paraná                   | Carapicuíba         | 1 (1999)                                      |
| Catanduva                | Catanduva           | 1 (2008)                                      |
| Unimed Campinas          | Campinas            | 1 (2024)                                      |

## Campeonato Paulistano (Campeonato da Capital 1930-1978)

### Títulos por equipe no Campeonato da Capital (1930-1978)
| Clube         | Cidade             | Títulos                                 |
| ------------- | ------------------ | --------------------------------------- |
| Pinheiros     | São Paulo          | 6 (1949, 1950, 1952, 1954, 1956 e 1957) |
| Corinthians   | São Paulo          | 5 (1959, 1960, 1961, 1962 e 1963)       |
| E.S.E.D.      | São Paulo          | 4 (1940, 1941, 1942 e 1943)             |
| T.C. Paulista | São Paulo          | 3 (1946, 1947 e 1948)                   |
| Esperia       | São Paulo          | 2 (1931 e 1935)                         |
| Pirelli       | Santo André        | 2 (1976 e 1978)                         |
| C.A. Indiano  | São Paulo          | 1 (1939)                                |
| São Paulo     | São Paulo          | 1 (1944)                                |
| Sírio         | São Paulo          | 1 (1951)                                |
| C.A. Ypiranga | São Paulo          | 1 (1953)                                |
| C.R.E.F.      | São Caetano do Sul | 1 (1977)                                |

## Campeonato do Interior (Campeonato do Interior 1954-1978)

### Títulos por equipe no Campeonato do Interior (1954-1978)
| Clube            | Cidade     | Títulos                     |
| ---------------- | ---------- | --------------------------- |
| Votorantim       | Votorantim | 4 (1956, 1957, 1960 e 1962) |
| XV de Novembro   | Piracicaba | 3 (1961, 1963 e 1965)       |
| Sorocabana       | Sorocaba   | 2 (1958 e 1959)             |
| Bauru T.C.       | Bauru      | 2 (1976 e 1977)             |
| São Carlos Clube | São Carlos | 1 (1954)                    |
| Higienópolis     | Catanduva  | 1 (1978)                    |

### Troféu Bandeirantes
O Troféu Bandeirantes foi um torneio de basquete que envolvia as equipes do interior de São Paulo. Era organizada pelo Governo Estadual, não tendo elo com a Federação Paulista de Basketball.

#### Títulos por equipe no Troféu Bandeirantes
| Clube             | Cidade                | Títulos                           |
| ----------------- | --------------------- | --------------------------------- |
| Votorantim        | Votorantim            | 5 (1954, 1956, 1957, 1958 e 1959) |
| XV de Novembro    | Piracicaba            | 4 (1960, 1961, 1962 e 1963)       |
| Bauru T.C.        | Bauru                 | 3 (1975, 1976 e 1977)             |
| Descalvadense     | Descalvado            | 2 (1950 e 1952)                   |
| T.C. São José     | São José dos Campos   | 1 (1949)                          |
| E.C. Bandeirantes | Rio Claro             | 1 (1951)                          |
| São Carlos Clube  | São Carlos            | 1 (1953)                          |
| São Vicente       | São Vicente           | 1 (1955)                          |
| C.C.E. Bauru      | Bauru                 | 1 (1972)                          |
| G.R.E.I. Villares | São Bernardo do Campo | 1 (1974)                          |